# 눈의 여왕
《눈의 여왕》(눈의 女王, 덴마크어: Sneedronningen, 영어: The Snow Queen)은 안데르센이 1845년에 처음 발간한 동화이다. 선악의 기로에서 발버둥치는 카이(Kai)와 게르다(Gerda, 겔다)라는 어린 소년, 소녀에 대한 이야기다.

## 등장인물
- 눈의 여왕 : 눈을 뿌리며 세상을 여행하는 눈을 지배하는 여왕. 그녀의 궁전과 정원들은 정확하게는 스피츠베르겐섬과 같은 극지에 있다. 사악한 트롤이 만든, 사람과 사물의 좋고 아름다운 면을 반영하지 못하고 나쁘고 추한 면만을 비추어 주는 거울 조각이 어느 여름날 카이의 눈과 심장에 박힌다. 그 해 겨울, 눈의 여왕은 카이가 궁전의 얼음 조각들로 "영원"이라는 글자를 맞추면 카이를 자유롭게 해주겠다고 약속한다.
- 트롤 : 현실을 왜곡시키는 사악한 거울을 만든다. 그 거울은 나중에 깨져서 지구상의 사람들의 시각을 왜곡시키고 얼음과 같은 마음을 갖게 만든다.
- 카이: 남주인공. 큰 도시에 사는 어린 소년으로 사랑하는 게르다(겔다)의 옆집에 산다.
- 게르다(겔다) : 이 이야기의 여주인공, 카이의 소꿉친구이자 연인, 카이를 찾고, 눈의 여왕과 사악한 거울의 조각을 해치운다.
- 할머니 : 카이와 게르다의 할머니, 카이와 게르다(겔다)에게 눈의 여왕에 대한 이야기를 해준다. 할머니의 행동은 이 이야기를 이해하는 데 꼭 필요하다.
- 노파 : 강가의 오두막에서 영원히 여름인 정원을 지키는 마법사. 게르다(겔다)를 곁에 두려고 하지만, 게르다(겔다)는 장미 덕분에 노파의 마법에서 풀려난다.
- 숲 까마귀 : 카이가 자기 왕국의 새로운 왕자님이라고 생각한다.
- 길들여진 까마귀 : 야생 까마귀의 여자 친구로서 공주의 궁전에서 일한다. 게르다(겔다)가 카이를 찾을 수 있도록 왕실의 침실로 데려간다.
- 공주 : 자신만큼 똑똑한 사람과 결혼하고 싶어 한다. 게르다(겔다)에게 따뜻하게 대해주고, 좋은 옷과 하인, 황금 마차를 빌려주는 등 게르다(겔다)가 카이를 찾는 것을 도와준다.
- 왕자 : 이전에는 불쌍한 젊은이였으나 궁전으로 와서 공주의 시험을 통과하여 왕자가 된다.
- 강도 노파 : 게르다(겔다)가 황금 마차를 타고 강도들의 영역을 통과할 때 게르다(겔다)를 납치한 강도 일당 중의 유일한 여성.
- 강도 소녀 : 강도 노파의 딸. 그녀의 애완동물인 비둘기들과 순록인 베는 게르다(겔다)에게 카이가 눈의 여왕과 함께 있다고 일러준다. 게르다(겔다)가 카이를 찾으러 갈 수 있도록 도와준다.
- 베 : 눈의 여왕의 궁전까지 게르다(겔다)를 태워준 순록.
- 라플란드(사미인) 여인 : 게르다(겔다)와 베에게 은신처를 제공한다. 대구(물고기)에 메시지를 써서 핀란드 여인에게 보내 눈의 여왕의 정원으로 가는 길을 묻는다.
- 핀란드 여인 : 눈의 여왕의 정원과 궁전으로부터 8마일 떨어진 곳에 산다. 카이를 구하려는 게르다(겔다)의 힘의 비밀을 안다.

## 일곱가지 이야기, 이야기의 구분
- 첫 번째 이야기 : 거울과 그 조각들에 대하여
- 두 번째 이야기 : 어린 소년과 소녀
- 세 번째 이야기 : 마법을 아는 노파의 화원
- 네 번째 이야기 : 왕자와 공주
- 다섯 번째 이야기 : 어린 강도 소녀
- 여섯 번째 이야기 : 라플란드 여인과 핀란드 여인
- 일곱 번째 이야기 : 눈의 여왕의 궁전에서 일어나는 일과 그 이후의 이야기

## 줄거리
눈의 여왕은 일곱 가지 "이야기"(덴마크어: Historier)로 구성되어 있다.

### 첫 번째 이야기
첫 번째 이야기는 주요 장면의 배경을 설명하기 위해, 비추는 물건의 모습을 왜곡하는 힘을 가진 마법의 거울을 만든 사악한 트롤에 대한 것이다. 그 거울은 사람들과 물건들의 훌륭하고 아름다운 모습은 전혀 변하지 않지만 나쁘고 추한 모습들은 확대되어 실제 모습보다 과장되도록 비추는 힘을 가졌다. 트롤은 "트롤 학교"에서 학생들을 가르쳤는데, 트롤과 학생들은 세상의 모든 것들이 왜곡되어 가는 것을 보며 기뻐했다. 그들은 거울이 가장 사랑스러운 풍경조차도 "삶은 시금치"처럼 시들어 보이는 것을 보며 좋아했다. 그들은 그때 천국으로 거울을 옮겨 천사들과 신도 멍청하게 만들고 싶다는 생각을 했다. 하지만 그들이 거울을 높이 올릴수록 기뻐 히죽거리는 바람에 거울은 더욱 더 흔들렸다. 그들이 거울을 굉장히 높이 올려 놓았을 때, 거울이 너무 많이 흔들려서 그만 손에서 놓쳐버렸고, 거울이 표면으로 떨어져서 10억 개의 조각들로 모래보다도 더 잘게 산산히 부서졌다. 이 조각들은 바람을 타고 날아다녔고, 사람들의 심장과 눈에 들어갔다. 그러면 그들의 심장은 얼음조각처럼 차갑게 변하고, 그들의 눈은 트롤의 거울이 비추는 것처럼 나쁘고 추한 것만을 보게 되었다.

### 두 번째 이야기
두 번째 이야기에서는 주요 이야기가 시작된다. 어린 소년 카이와 어린 소녀 게르다(겔다)는 서로 마주보는 지붕 아래의 다락방에 사는데, 카이와 게르다(겔다)의 다락방은 너무 가까워서 카이가 마음먹으면 게르다(겔다)의 다락방으로 뛰어 들어갈 수 있었다. 이들은 다락방 창문 곁의 상자에 채소와 장미를 키웠다. 카이와 게르다(겔다)는 상자로 만든 장미 정원을 가지고 놀았다.

#### 카이와 게르다의 할머니
카이와 게르다의 할머니는 이 아이들에게 눈의 통치자인 눈의 여왕에 관한 이야기를 해준다. 눈의 여왕은 꿀벌처럼 보이기 때문에 하얀 여왕벌이라고 불리기도 하였다. 꿀벌들은 여왕이 있기 때문에 그렇게 불리는 것이고, 하얀 벌떼들은 함박눈이 쏟아질 때에만 볼 수 있었다. 어느 겨울날, 얼어붙은 유리창을 바라보던 카이는 눈의 여왕이 자신에게 손짓하는 것을 보게 된다. 카이는 너무나 무서워서 뒤로 물러섰다.

#### 게르다와 카이
즐거운 여름날이 지나가는 무렵, 카이와 게르다(겔다)가 창문가의 상자로 만든 정원에서 그림책을 보는 동안, 트롤의 거울 조각이 카이의 눈과 심장에 들어간다. 그래서 카이의 심성은 잔인하고 짓궂게 변해버린다. 카이는 정원을 부숴버리고, 할머니를 놀렸으며, 더 이상 게르다(겔다)와 놀지 않았다. 카이에게는 모든 것이 나쁘고 못생기게 보였기 때문이다. 단 하나 아름답고 완벽하게 보이는 것이 있다면, 그것은 돋보기로 조그만 눈송이를 들여다 볼 때였다.

#### 눈의 여왕
겨울이 다가오자 카이는 눈 덮인 광장으로 나가 썰매를 타고 놀았다. 그때 눈의 여왕이 탄 눈마차가 나타났다. 눈의 여왕은 카이를 마차에 태우고 도시 밖을 보여 주었다. 카이는 북극 근처에 있는 스피츠베르겐섬에 있는 눈의 여왕의 궁전으로 가게된다. 카이는 심장과 눈에 들어간 트롤의 거울 때문에 거기서 사는 것에 만족한다.

#### 게르다의 여행
도시의 사람들은 카이가 강가에 빠져 죽었을 거라고 생각했지만, 게르다(겔다)는 카이가 사라진 것 때문에 슬퍼했고, 카이를 찾으러 길을 떠난다. 게르다(겔다)는 마주치는 모든 사람들과 모든 동물들에게 카이의 행방을 물어보았다.

##### 강
한번도 신지 않은 게르다(겔다)의 빨간 구두를 선물로 받은 강은 카이가 물에 빠져 죽지 않았다고 알려준다. 게르다(겔다)는 카이가 물에 빠져 죽지 않은 것을 알게 되었지만, 왜 카이가 사라져 버렸는지 알 수 없었다.

##### 잊다
게르다(겔다)를 만난 노파는 게르다(겔다)와 함께 살고 싶었기 때문에 마법을 부려 가족들과 카이를 잊게 만든다. 또한 장미를 보면 게르다(겔다)가 집과 카이를 떠올린다고 생각했기 때문에 마법을 부려 장미 덤불을 땅 속으로 사라지게 만든다. 그러나 장미 덤불은 게르다(겔다)가 따뜻한 눈물을 흘리고 말을 건네는 바람에 깨어났고, 땅 속에 있는 동안 카이의 시체를 보지 못했다고 말해준다.

##### 까마귀
게르다(겔다)는 영원한 여름을 가진 아름다운 정원에서 도망쳤고, 카이가 공주의 궁전에서 살고 있다고 말하는 까마귀를 만난다. 게르다(겔다)는 궁전에서 가서 공주를 만났고 카이와 굉장히 닮은 왕자를 만난다. 게르다(겔다)는 공주와 왕자에게 그간의 사정을 말했고, 그들은 따뜻한 옷과 아름다운 마차를 빌려 주었다. 마차를 타고 먼 길을 여행하던 게르다(겔다)는 강도에게 납치되어 그들의 아지트에 끌려가지만 어린 강도단 대장의 딸과 친구가 된다. 또한 강도단 소녀의 애완동물들은 카이가 눈의 여왕과 함께 라플란드 방향으로 가는 것을 보았다고 말해준다. 역시 애완동물로 잡혀있던 순록 베는 라플란드가 고향이라 가는 길을 알고 있다고 말해준다. 그러자 강도단 소녀는 눈의 여왕의 궁전으로 갈 수 있도록 게르다(겔다)와 베를 풀어준다. 이후 그들은 두 장소(라플란드(사미인) 여인과 핀란드 여인의 집)를 방문하게 된다. 핀란드 여인은 게르다(겔다)가 카이를 구할 수 있는 힘의 비밀은 게르다(겔다)의 따뜻하고 순결한 어린이의 마음이고, 아무도 그와 같은 능력을 갖지 못하였다고 말해준다.:
| “ | "나는 게르다(겔다)가 이미 가지고 있는 것보다 더 큰 힘을 줄 수가 없어. 그게 얼마나 큰 것인지 보지 못했어? 얼마나 많은 사람들과 동물들이 게르다(겔다)를 도와주려고 하는지, 게르다(겔다)가 맨발로 얼마나 먼 곳을 지나 왔는지 보지 못했어? 게르다(겔다)는 우리에게서 아무런 힘도 배워서는 안 돼. 게르다(겔다)의 힘은 마음속에 있는 따뜻하고 순결한 어린이의 마음이기 때문이야. 만약 게르다(겔다)가 스스로 눈의 여왕에게 가지 못하고, 어린 카이에게서 유리 조각을 빼내지 못한다면 그 아일 도울 수 있는 것은 아무것도 없어." | ” |

#### 눈의 여왕 궁전
게르다(겔다)가 눈의 여왕의 궁전에 도착했을 때, 카이가 눈의 여왕의 옥좌 위의 “이성의 거울”이라고 부르는 얼어붙은 연못에서 혼자 있는 것은 발견한다. 게르다(겔다)는 얼음 조각들로 글자와 단어를 맞추는 퍼즐을 하기로 약속했다는 것을 알게 된다. 만약 카이가 “영원(덴마크어: Evigheden)”를 완성하면 눈의 여왕이 카이를 풀어 주고 스케이트 한 켤레를 주기로 한 것이었다. 게르다(겔다)는 카이를 보고 기뻐 따뜻한 눈물을 흘렸고, 눈물이 카이의 심장에 박혀있던 거울 조각을 녹였다. 그러자 카이도 따라서 눈물을 흘렸고, 눈에 들어갔던 유리조각도 빠져나왔다. 게르다(겔다)는 카이에게 키스했고, 카이는 다시 기운차고 건강한 아이로 되어 총명한 눈과 발그레한 뺨이 돌아왔다. 게르다(겔다)의 사랑의 힘이 카이를 구한 것이었다. 카이와 게르다(겔다)는 얼음 호수 위에서 즐겁게 춤을 추었고, 얼음 조각들도 함께 하였다. 춤추는 것에 지친 얼음 조각들은 미끄러졌는데, 그러다가 그만 카이가 맞추고 있던 “영원”이라는 글자가 완성되었다. 이제 눈의 여왕이 되돌아 오더라도 카이를 자유롭게 해주어야만 했다. 카이와 게르다(겔다)는 눈의 여왕의 궁전을 떠났고, 그들을 도와주었던 순록과 핀란드 여인, 라플란드(사미인) 여인과도 작별인사를 하였다. 강도단 소녀와도 만났고, 결국 집까지 되돌아 왔다.

#### 집
카이와 게르다(겔다)는 집은 변한 것이 하나 없이 똑같지만, 그들은 변했다는 것을 깨달았다. 그들은 이제 컸고, 여름을 볼 수 있어서 너무 기뻤다. 이 아이들은 마지막에 할머니가 읽어주는 성서이야기의 모범이 된 것이었다. "진실로 내가 너희에게 말한다. 너희가 어린 아이처럼 되지 않으면, 너희는 천국으로 들어가지 못할 것이다." (마태복음서 18장 3절)

## 각종 매체로의 개작물
- 눈의 여왕은 1957년 소련에서 Snezhnaya koroleva라는 제목의 애니메이션 영화로 제작되었다. 1959년에 유니버설 스튜디오스(Universal Studios)에서 영어로 더빙했는데, 산드라 디와 토미 커크가 게르다(겔다)와 카이의 목소리를 담당하였고, 아트 링클레터(Art Linkletter)에서 크리스마스 특집으로 소개되었다.

- 1966년 소련의 겐나디 카잔스키(Gennadi Kazansky)가 실사 영화로 제작하였다.

- 또 다시 1986년에 핀란드의 패이비 하르첼(Päivi Hartzell)에 의해 Lumikuningatar라는 제목의 영화로 제작되었다.

- 1986년 소련의 니콜라이 알렉산드로비치에 의해 Tayna snezhnoy korolevy(눈의 여왕의 비밀)이라는 제목의 영화로 제작되었다.

- 1955년 마틴 게이츠(Martin Gates)가 애니메이션 영화로 다시 제작하였다.

- 2000년 야콥 이외르겐센(Jacob Jørgensen)과 크리스토프 쿤체비치(Kristof Kuncewicz)가 덴마크 버전의 영화로 제작하였다.

- 2002년 홀마크(Hallmark) 엔테테인먼트에서 브리짓 폰다(Bridget Fonda), 제레미 길보트(Jeremy Guilbaut), Chelsea Hobbs, Robert Wisden, 완다 캐넌(Wanda Cannon)이 출연하고, 데이빗 우(David Wu)가 감독한 영화가 제작되었다.

- HBO 시리즈, 행복한 결말 : 어린이들을 위한 동화로 제작되었고, Eartha Kitt이 눈의 여왕의 목소리로 참여하였다.

- 2005년 애니메이션 시리즈로 TMS 엔터테인먼트에서 작화하고, NHK에서 제작하였다(눈의 여왕 (만화)을 참조).

- 매그너스 극단에서 연극으로 발전되었으며, 롤러스케이트를 탄 얼음 유령과 곡예사 까마귀가 등장한다.

- 2005년 크리스마스 아침, BBC에서 1시간 분량의 실사 영화가 방송되었다.

- 2006년 하반기에 이 동화를 모티브로 극화한 KBS 2TV 월화 드라마로 방영한 바 있다.

- 2012년 러시아에서 극장용 장편 애니메이션으로 제작되었고, 대한민국에서는 2013년 2월에 <눈의 여왕>이라는 제목으로 개봉하였다. 더빙에는 개그맨 이수근, 배우 박보영이 참가하였다. 2017년 현재 3편이 극장에 개봉하였다

- 2013년 월트 디즈니 픽처스에서 이 동화를 모티브로 하여 애니메이션 겨울왕국이 제작되었다.

## 영화와애니메이션에서 줄거리의 변화
- 1959년 영화에서는 눈의 여왕이 거울을 가지고 있어, 그녀는 자신을 화나게 하는 사람들을 보면, 거울을 비춰 본성을 엿보고, 얼음 조각들을 날려 악에 물들게 만들었다. 그녀는 원작의 트롤 대신 악의 근원으로 묘사된다. 눈의 여왕은 카이가 따뜻한 난로 앞에서 자기가 눈의 여왕을 잡을 것이라고 떠버리는 것을 보고 화를 내게 된다. 동화에서는 트롤이 만든 거울이 악의 근원이고, 눈의 여왕은 추위와 겨울을 관장하는 힘을 가지고 있을 뿐이다.

- 애니메이션에서 트롤의 거울은 눈의 여왕의 창작물이고, 그녀가 그것을 다시 조립할 목적으로 세계를 돌아다니며 깨진 조각들을 찾아 나선다. 눈의 여왕이 카이를 유괴할 때, 그녀는 카이에게 그 일을 맡길 생각이었다. 카이 역시 트롤의 거울의 파편에 의해 나쁘게 변하여, 제멋대로인 아이의 모습이 나타난다.

## 문학과 문화에서의 눈의 여왕
- 눈의 여왕은 C. S. 루이스의 나니아 연대기에 나오는 하얀 마녀에게 영향을 끼쳤을 것이다.

- 카이와 눈의 여왕은 DC Comics Vertigo Imprint에서 출간한 빌 윌링험의 만화책 시리즈 Fables에 나온다. 거기서 카이는 여전히 눈에 유리 조각이 들어간 채로 주위 사람들의 죄를 볼 수 있는 어른으로 나온다. 그는 빈번히 눈을 파내지만, 눈은 매번 다시 재생한다. 눈의 여왕은 동화의 나라(en:Fabletown)를 위협하는 적의 부하 중에서도 가장 강력한 심복 중 한 명이다. Fables에서 눈의 여왕의 이름은 Lumi 로서 핀란드어로 눈이라는 뜻이다.

- Joan D. Vinge의 공상과학 소설은 항성간의 여행과 해저도시, 은하계에서의 음모를 덧붙이고는 있지만, 기본적인 사랑 이야기의 구조는 눈의 여왕에서 영감을 받았다.

- Mercedes Lackey의 동화 런던의 마법사는 비록 원소 마법을 사용하는 동시대의 런던을 배경으로 하고는 있지만 눈의 여왕의 줄거리를 기초로 하고 있다.

- MMORPG게임 길드워에서 'The Mirror of Reason'이라는 미국인 길드의 이름은 눈의 여왕의 집으로부터 차용한 이름이다. 따라서 그 길드의 휘장은 눈이다.

## 같이 보기
- 한스 크리스티안 안데르센
- 동화
- 설녀
- 겨울왕국